# Kai Toews
Kai Toews (テーブス海?, Toews Kai; Kōbe, 17 settembre 1998) è un cestista giapponese.

## Carriera
Con il Giappone ha disputato i Campionati asiatici (2022) e le Olimpiadi (2024).